# Vito Braet
Vito Braet (Zwevezele, 2 november 2000) is een Belgisch wielrenner.

## Carrière
In 2022 werd Braet prof bij Sport Vlaanderen-Baloise, dat hem overnam van de opleidingsploeg van Lotto Soudal.

## Overwinningen
2018
Johan Museeuw Classic - G.P. Stad Gistel
Keizer der Juniores Pittem
2023
Bergklassement Ster van Bessèges

## Resultaten in voornaamste wedstrijden
| Jaar | Ronde van Italië | Ronde van Frankrijk | Ronde van Spanje |
| ---- | ---------------- | ------------------- | ---------------- |
| 2022 |                  |                     |                  |
| 2023 |                  |                     |                  |
| 2024 |                  |                     | 81e              |
| 2025 |                  | 143e                |                  |

| Jaar | Gent-Wevelgem | Ronde van Vlaanderen | Parijs-Roubaix | Amstel Gold Race | Luik-Bast.‑Luik | Ronde van Lombardije |
| ---- | ------------- | -------------------- | -------------- | ---------------- | --------------- | -------------------- |
| 2022 | 103e          | opgave               | opgave         | 112e             | 111e            |                      |
| 2023 | 50e           | 59e                  |                | opgave           | opgave          |                      |
| 2024 |               |                      |                | 13e              |                 | 114e                 |
| 2025 | 94e           | 48e                  |                |                  |                 |                      |

## Ploegen
- 2021 –  Lotto - Soudal U23
- 2022 –  Topsport Vlaanderen-Baloise
- 2023 –  Team Flanders-Baloise
- 2024 –  Intermarché-Wanty
- 2025 –  Intermarché-Wanty

Apers · Berckmoes · Bonneu · Braet · Colman · 
De Pestel · De Vylder · De Wilde · Dens · 
Fretin · Ghys · Herregodts · Hesters · Marit · Mertens · Reynders · Van Poucke · Van Rooy · Vanhoof · Verwilst · Weemaes
Apers · Berckmoes · Bonneu · Braet · Claeys · Clynhens · Colman · De Pestel · De Vylder · De Wilde · Dens · Fretin · Gerits · Hesters · Maris · Van Hemelen · Van Poucke · Vandenbranden · Vanhoof · Verwilst
Braet · Busatto · Calmejane · Colleoni · De Pooter · Faure Prost · Girmay · Goossens · Herregodts · Kuypers(vanaf 4/4) · Marit · Meintjes · Mihkels · Page · Paquot · Petilli · Petit · Planckaert · Rex · Rota · Smith · Taaramäe · Teunissen · Thijssen · van der Hoorn · Van Hoecke · van Poppel · van Sintmaartensdijk · Zimmermann · Dolven(stagiair)